# Крапчатый кабезон
Крапчатый кабезон (лат. Capito niger) — вид птиц семейства бородатковых.
Вид распространён на северо-востоке Южной Америки. Ареал вида на юге ограничен долиной Амазонки, а на западе устьем Риу-Бранку.
Самцы имеют ярко-красный лоб, который отделён от клюва тонкой чёрной полосой. Верх головы нечёткого жёлтого и серого цвета с продольными полосками, на спине имеется жёлтый V-образный рисунок. Чёрная полоса проходит от клюва через глаза к шее. Верх тела чёрный с отдельными жёлтыми отметинами. Грудь и брюшко желтовато-белые, на боковых сторонах тела имеются крупные нечёткие серые пятна, которые у некоторых особей имеют каплевидную форму. Клюв короткий и сильный. Окрас клюва очень разнообразен и может варьироваться от серебристо-голубого до серого, бирюзового или рогового оттенка. Глаза от коричневого до красного, неоперённая область вокруг глаза серо-синяя. Самки имеют оперение, очень похожее на оперение самцов.
Обитает в верхнем ярусе лесов. Держится поодиночке или небольшими группами. Питается в основном плодами деревьев, реже насекомыми.
Обе родительские птицы участвуют в строительстве гнезда. Оно находится обычно на высоте от 4,8 до 12 метров над землёй. Репродуктивная биология изучена недостаточно. В кладке три—четыре яйца. Период размножения неизвестен, время гнездования составляет 34 дня, и родительские птицы ухаживают за молодыми птицами еще около трёх недель.